# Històries florentines
Històries florentines (Le Storie Fiorentine) és una obra de l'historiador Francesco Guicciardini que escrigué a l'edat de 26 anys. Aquest text cobreix el període comprès entre el tumult dels Ciompi (1378) i la batalla d'Agnadello (1509). Recopilada entre 1508 i 1509, va romandre inèdita fins a 1859. Les Històries florentines componen la primera part de la Història de Florència, a la qual seguiria Le cus fiorentina.
L'autor s'interessa a investigar les causes dels esdeveniments i emfatitza els actors (Llorenç el Magnífic del qual té una mala opinió i, especialment, Girolamo Savonarola), amb l'objectiu d'il·lustrar les contradiccions d'aquest. Guicciardini narra la seva història a partir de l'oposició historiogràfica entre els «savis» (els nobles i grans rics), els únics que poden governar en la seva opinió, i la gent, que menysprea. De vegades, però, es veu obligat a reconèixer que no sempre això es fa bé i lloa la “democràcia” creada per Savonarola.